# Guardia di Rocca Compagnia di Artiglieria
La Guardia di Rocca Compagnia di Artiglieria è un Corpo militare della Repubblica di San Marino ed è l'emanazione del Corpo della Guardia di Rocca istituita nel 1754.

## Funzioni
Ha il compito prioritario di provvedere allo sparo a salve dei cannoni ed a servizi di parata durante le Feste nazionali o in occasione di visite di Capi di Stato esteri. A tal fine, dal 2014 utilizza due obici da montagna OTO Melara 105 mm M56, donati dalla Repubblica Italiana, che hanno sostituito altrettanti Krupp 7,5 cm M. 1903 donati dalla Svizzera nel 1989. La Guardia di Rocca è altresì chiamata a espletare servizi di ordine pubblico e di vigilanza, in ausilio alla Gendarmeria, nonché di soccorso in caso di calamità.

## Origini del Corpo
La Guardia di Rocca è un Corpo militare speciale istituito il 26 maggio 1754 con Decreto Reggenziale, il cui ruolo era di sorvegliare la Rocca (Prima Torre) ed il carcere di San Marino che fino al 1969 vi si trovava all'interno. A comandare era una guardia castellana della Rocca, che aveva anche il potere di eleggere un ufficiale subalterno con una squadra di 12 militi con il titolo di Squadra di Soccorso.
Il 12 settembre 1755 le squadre divennero 2 da 12 militi ognuna, e il loro ruolo d'iscrizione degli effettivi era "Della Milizia di Rocca o sia di Soccorso".
Nel 1762 al Corpo venne anche affidata la vigilanza delle porte di accesso alla Città e la Guardia del Palazzo Pubblico.
- L'arruolamento avviene attraverso un bando pubblico a cui possono accedere i cittadini sammarinesi nonché gli stranieri residenti in Repubblica da almeno 6 anni, di ambo i sessi, dai 18 ai 35 anni di età.

## Uniforme
La tenuta di Alta Uniforme è composta dalla tunica di colore verde scuro con filettature rosse e da pantaloni rossi con bande verticali verdi. L'elmo, di tipo bavarese, in cuoio con rifiniture ottonate, con sottogola lavorato a scaglie, è ricoperto da piume di struzzo bianche e rosse che scendono a coprire l'elmo.

Il Corpo è, inoltre, dotato di:
- Uniforme d'ordinanza (giacca, pantaloni e cravatta blu scuro con camicia azzurra per militi, graduati e sottufficiali, camicia bianca per gli ufficiali);
- Uniforme da campo (divisa blu con basco e fazzoletto rosso, al collo).

### Libri
- Ufficio di Segreteria del Comando Superiore delle Milizie, I Corpi Militari della Repubblica di San Marino, 2012.
- Alessandro Gentili, Repubblica di San Marino, uno Stato permanentemente armato, pubblicato su www.Report Difesa.it 11 maggio 2017

### Atti normativi
- Regolamento Organico e di Disciplina dei Corpi Militari - Legge 26 gennaio 1990 n.15, modificata con Legge 19 dicembre 1991 n.157 e con Legge 18 febbraio 1999 n.28.
- Cerimoniale Militare - approvato dal Congresso Militare il 23 giugno 2000 e Delibera del Congresso di Stato n.1 del 22 settembre 2003.
- Regolamento Speciale per la Guardia di Rocca Compagnia di Artiglieria